# Tractatus logico-philosophicus
Tractatus logico-philosophicus je djelo austrijskog filozofa Ludwiga Wittgensteina objavljeno 1921. godine.
Ovo je jedino Wittgensteinovo djelo koje je objavljeno tijekom njegovog života. Projekt je trebao identificirati veze između jezika i zbilje, i definirati granice znanosti. 
Wittgenstein je Tractatus napisao dok je bio vojnik i zatočenik tijekom Prvog svjetskog rata. Knjiga je prvo objavljena na njemačkom jeziku 1921. pod nazivom
Logisch-Philosophische Abhandlung i danas se općenito smatra jednim od najvažnijih filozofskih djela 20. stoljeća. Godinu dana kasnije Tractatus je objavljen u Engleskoj, s izvornim njemačkim tekstom i usporedno tiskanim engleskim prijevodom pod nazivom Tractatus logico-philosophicus.